# Hippolyte (zoologia)
Hippolyte Leach, 1814, è un genere di gamberi della famiglia Hippolytidae, che comprende le seguenti specie:

## Tassonomia
Sono note le seguenti specie:
- Hippolyte acuta (Stimpson, 1860)
- Hippolyte australiensis (Stimpson, 1860)
- Hippolyte bifidirostris (Miers, 1876)
- Hippolyte californiensis Holmes, 1895
- Hippolyte caradina Holthuis, 1947
- Hippolyte catagrapha d'Udekem d'Acoz, 2007
- Hippolyte clarki Chace, 1951
- Hippolyte coerulescens (Fabricius, 1775)
- Hippolyte edmondsoni Hayashi, 1981
- Hippolyte garciarasoi d'Udekem d'Acoz, 1996
- Hippolyte holthuisi Zariquiey-Alvarez, 1953
- Hippolyte inermis Leach, 1815
- Hippolyte jarvinensis Hayashi, 1981
- Hippolyte kraussiana (Stimpson, 1860)
- Hippolyte lagarderei d'Udekem d'Acoz, 1995
- Hippolyte leptocerus (Heller, 1863)
- Hippolyte leptometrae Ledoyer, 1969
- Hippolyte longiallex d'Udekem d'Acoz, 2007
- Hippolyte multicolorata Yaldwyn, 1971
- Hippolyte nicholsoni Chace, 1972
- Hippolyte niezabitowskii d'Udekem d'Acoz, 1996
- Hippolyte obliquimanus Dana, 1852
- Hippolyte palliola Kensley, 1970
- Hippolyte pleuracantha (Stimpson, 1871)
- Hippolyte prideauxiana Leach, 1817
- Hippolyte proteus (Paul'son, 1875)
- Hippolyte sapphica d'Udekem d'Acoz, 1993
- Hippolyte varians Leach, 1814
- Hippolyte ventricosa H. Milne-Edwards, 1837
- Hippolyte williamsi Schmitt, 1924c
- Hippolyte zostericola (Smith, 1873)